# カラマティアノス
カラマティアノス(ギリシア語: Καλαματιανός/英語: Kalamatianós)はギリシャで最も有名な踊りの1つである。ギリシャやキプロス中で人気の民族舞踊であり、国際的に披露されている。多くのギリシャ民族舞踊と同様に反時計回りの手を繋ぎ合う円舞である。楽しく目出度い踊りであり、7/8拍子で演奏され、3拍と4拍に分割される。歩調は12種類あり、内10種類が反時計回り(前向き)で残り2種類が時計回り(後ろ向き)である。状況と踊り手の専門性によって、跳躍やしゃがむ等の動きも使われる。舞踊主導者は2番目の踊り手とハンカチで繋がることで、精巧で曲芸的な跳躍を可能にする。カラマティアノスの歩調はシルトスのそれと同じだが、シルトスはゆっくりとした威厳のある4/4拍子である。

## 歴史
カラマティアノスの起源は古典古代に見い出せる。イーリアスのホメーロスにアキレウスの槍の周りで踊る3つの円舞を記述がある。古代スパルタ人はホルモス(ὅρμος)と呼ばれる踊りを持ち、クセノポンに詳しく書かれているシルト式の踊りで、女性がハンカチを用いて男性を踊りに導いた。ルキアノスは「オルモス」の踊りは開けた円で若い男女で踊ると述べている。男性は力強く踊り、女性は控えめに踊る。19世紀にはこの踊りは「シルトス・オ・ペロポニシオス」と呼ばれた。カラマティアノスの名前はギリシャ南部の都市のカラマタから取られたと信じられている。殆どのギリシャの踊りは発祥の地と思われる地名から名付けられる。カラマティアノスの歌は数多く有名である。伝統的なものには「サミオティッサ」(サモス島の少女)や「マンディリ・カラマティアノ」(カラマタのハンカチ)、「ミロ・モウ・コッキノ」(私の赤い林檎)、「ト・パパキ」(小鴨)、「モウ・パリッギレ・ト・アイドニ」(小夜啼鳥がくれた言葉)、「オラ・タ・ポウラキア」(全ての鳥)等がある。特に心に残る例として「メカプセス・イトニッサ」(Μέκαψες Γειτόνισσα)が国立地理学協会の1968年の「ギリシャの音楽」の為に録音された。

## 現代の影響
アメリカのジャズ作曲家のデイヴ・ブルーベック(1920年～2012年)は彼独自の非対称律動音楽の開発で有名である。彼はカラマティアノスの色々の律動を彼の非正方形の踊りに用い、拍子は4-3よりも3-4を用いた。1960年代の有名な歌手であるキャット・スティーヴンス(1948年～)はギリシャ特有の7/8拍子の「ルビーの愛」を書いて演奏した。彼はギリシャ系キプロス人の起源を持ち、後にイスラム教に改宗した。2002年末期の映画の「私の大きい太ったギリシャ人の結婚式」では、カラマティアノスの「オレア・ポウ・イネ・イ・ニフィ・マス」(Ωραία που είναι η νύφη μας)をイアンとトウッラの結婚式受付で歌って踊った。

## 歌の歌詞
ギリシャの西マケドニア地方の伝統的なカラマティアノスの「ミロ・モウ・コッキノ」の歌詞である。

### 歌詞
Μήλο μου κόκκινο, ρόιδο βαμμένο (x2)

Γιατί με μάρανες το πικραμένο 1
Παένω κ’ έρχομαι μα δεν βρίσκω (x2)

Βρίσκω την πόρτα σου μανταλομένη 1 
Τα παραθυρούδια σου φεγγοβολούνε (x2)

Ρωτάω την πόρτα σου, που πάει η κυρά σου; 1
Κυρά μ’ δεν είναι ‘δώ, πάησε στην βρύση (x2)

Πάησε να βρει νερό και να γεμίσει 1

### 翻訳
私の赤い林檎、私の緋色の柘榴

何故あなたは私を萎ませて苦くしたの?
行ったり来たりしてもあなたを見付けられない

あなたの扉に手をかけるけど、いつも鍵がかかっている
あなたの窓はいつも光っている

あなたの扉に「あなたの女性はどこなの?」と尋ねる
「私の女性はここにはいない。彼女は水源にいる

彼女は水を汲みに行った。」

## 参考資料
1. ↑  Lykesas, p. 122.
2. ↑  Lykesas, p. 123.
3. ↑  Boston Lykeion Ellinidon - Milo Mou Kokkino

- George H. Lykesas [Γιώργος Χ. Λυκέσας]. Οι Ελληνικοί Χοροί [Greek Dances]. Thessaloniki: University Studio Press, 2nd Edition, 1993.